# Marengo County
Marengo County är ett administrativt område i delstaten Alabama, USA, med 21 027 invånare. Den administrativa huvudorten (county seat) är Linden.

## Geografi
Enligt United States Census Bureau har countyt en total area på 2 546 km². 2 531 km² av den arean är land och 15 km² är vatten.

### Angränsande countyn
- Hale County - nord
- Perry County - nordöst
- Dallas County - öst
- Wilcox County - sydöst
- Clarke County - syd
- Choctaw County - sydväst
- Sumter County - nordväst
- Greene County - nord, nordväst